# 당인산

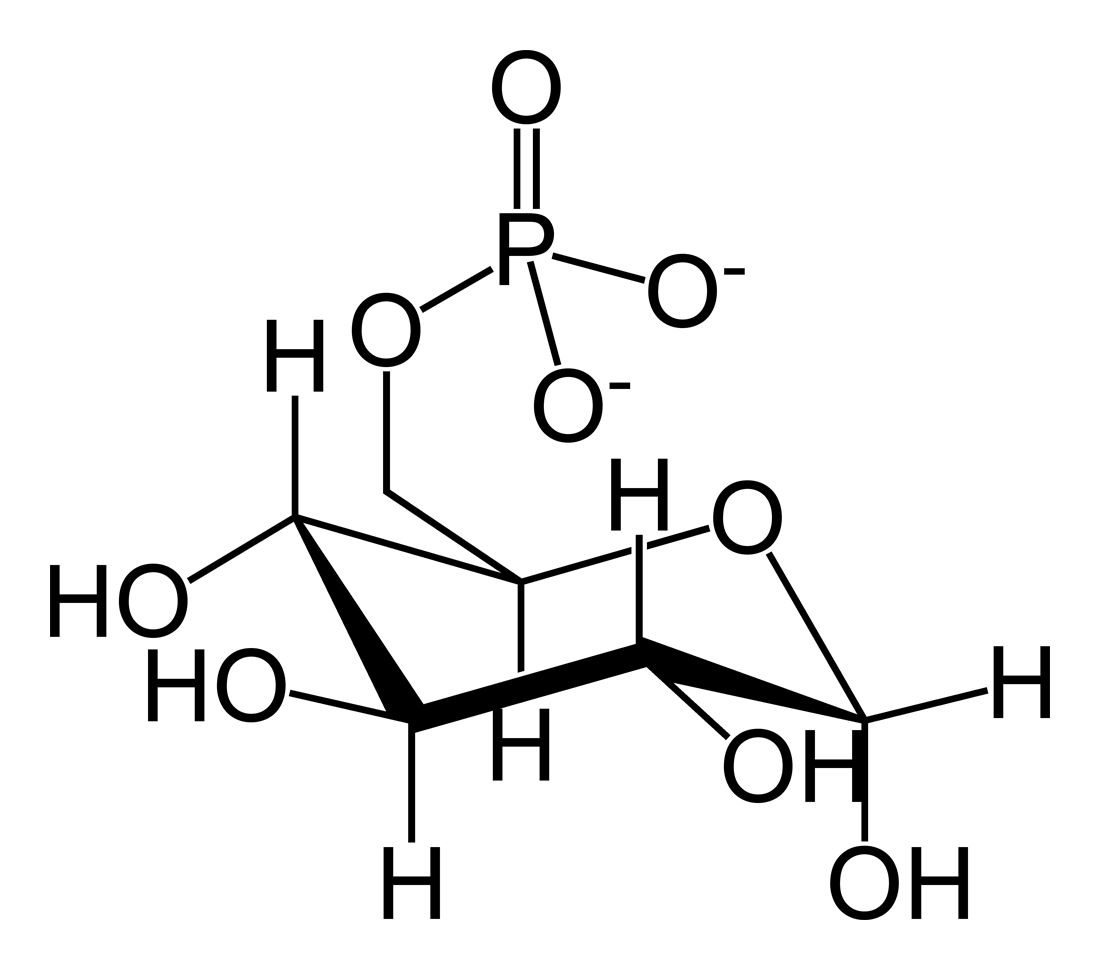
포도당 6-인산

피트산

당인산(糖燐酸, 영어: sugar phosphate)은 인산기가 첨가되거나 치환된 당으로 일반적으로 생물학적 시스템에서 에너지를 저장하거나 전달하는 데 사용된다. 또한 당인산은 DNA와 RNA의 골격을 형성한다. 당인산 골격의 기하학적 구조는 변형된 뉴클레오타이드 근처에서 변경된다.
당인산의 예는 다음과 같다.
- 다이하이드록시아세톤 인산
- 포도당 6-인산
- 피트산
- 테이코산

## 당인산 골격의 전자 구조
당인산 골격은 다중 전자 구조를 가지고 있으며, 전자의 비편재화는 이에 대한 이론적인 설명을 복잡하게 만든다. 전자 밀도의 일부는 전체 골격에 걸쳐 비편재화되고, 비편재화의 범위는 초공액(hyper-conjugation) 효과로 인한 골격의 입체구조에 의해 영향을 받는다. 초공액은 1,3 위치에서 편재화된 오비탈의 공여체-수용체 상호작용으로부터 발생한다.

## DNA와 RNA의 포스포다이에스터
DNA와 RNA의 포스포다이에스터 골격은 각각 3' 및 5' 위치에서 인산기에 의해 결합된 디옥시리보스 또는 리보스로 구성된다. 당인산 골격은 음전하를 띠고, 친수성이기 때문에 물과 강한 상호작용을 할 수 있다. 당인산 골격은 DNA와 RNA를 포함한 핵산의 구조적 틀을 형성한다.
당인산은 각각 알코올 또는 헤미아세탈의 하이드록실기를 포함하는지의 여부에 따라 인산기가 에스터 결합에 의해 결합되는 탄수화물로 정의된다. 용해도, 산 가수분해 속도, 산의 강도 및 당 그룹의 공여체 역할을 하는 능력은 두 가지 유형의 당인산 분석에 필요한 물리적 특성 및 화학적 특성에 대한 지식이다. 캘빈 회로는 당인산과 밀접한 관련이 있으며, 당인산은 5탄당 인산 경로의 산화적 단계, 포도당신생합성, 해당과정의 중요한 대사 중간생성물이다. 당인산은 대사 조절 및 신호전달에 관여할 뿐만 아니라 인산 화합물들의 합성에도 관여한다.

## 펩타이드 핵산
펩타이드 핵산(PNA)은 천연 핵산이 N-(2-아미노-에틸)-글리신 단위로 형성된 합성 펩타이드 골격으로 대체된 핵산이며, 아카이랄 및 하전되지 않은 부분에서 형성되는 당인산 골격과 함께 RNA 또는 DNA 올리고뉴클레오타이드를 모방한 것이다. 펩타이드 핵산은 살아있는 세포 내에서 분해될 수 없으며, 화학적으로 안정하고 가수분해(효소적) 분해에 내성을 갖는다.

## 물질대사에서의 역할
당인산은 에너지를 저장하고 전달하는 일을 하며 물질대사에서 중요한 역할을 한다. 리보스 5-인산과 과당 6-인산은 5탄당 인산 경로의 대사 중간생성물이다. 5탄당 인산 경로는 포도당 중합체와 그 분해 산물로부터 니코틴아마이드 아데닌 다이뉴클레오타이드 인산(NADPH)와 5탄당을 생성한다. 해당과정은 포도당을 피루브산으로 분해하여 에너지를 생성하는 대사 경로이다. 효소들은 이러한 대사 경로의 반응들을 촉매한다. 일부 효소들은 활성 부위에 금속 이온을 포함하고 있으며, 이는 효소의 중요한 부분이자 촉매 반응을 위한 것이다. 인산기는 1,6-비스포스파테이스 및 ADP-리보스 피로포스파테이스와 같은 효소의 금속 중심에 배위결합할 수 있다.
광합성에서 캘빈 회로의 대사 중간생성물인 3-포스포글리세르산 및 몇몇 당인산들은 엽록체에서 광의존적 탄소 고정 반응을 자극한다. 이러한 능력은 알려진 대사 경로에 의해 수용되는 캘빈 회로의 대사 중간생성물들이 쉽게 유도될 수 있는 다른 대사 산물(예: 포도당 1-인산)들을 통해 공유될 수 있다.

## 같이 보기
- 당뉴클레오타이드
- 당펩타이드